# پرستوی جنگلی تیره
پرستوی جنگلی تیره (نام علمی: Artamus cyanopterus) نام یک گونه از تیره پرستوجنگلیان است.